# Isole Zeleneckie
Le isole Zeleneckie (in russo Острова Зеленецкие ostrova Zeleneckie) sono un gruppo di isole russe disabitate, bagnate dal mare di Barents.
Amministrativamente fanno parte del distretto del Kol'skij rajon dell'Oblast' di Murmansk, nel Circondario federale nordoccidentale.

## Geografia
Le isole sono situate nella parte centro-meridionale del mare di Barents, lungo la costa settentrionale della penisola di Kola. Si trovano quasi tutte all'interno o all'ingresso della baia Zeleneckaja (губа Зеленецкая). Distano dal continente, nel punto più vicino, circa 140 m.
Le Zeleneckie sono 11 isolette e scogli, raggruppate al centro della baia. Si sviluppano in lunghezza per circa 1,1 km e in larghezza per 1,15 km.. Raggiungono un'altezza massima è di 34,8 m s.l.m. sull'isola maggiore.
In particolare, le isole sono (in grassetto le 5 più grandi):
- Isola Nemeckij (остров Немецкий), la maggiore, si trova nell'angolo sudovest del gruppo; ha una forma che ricorda una chiave di sol ed è lunga 650 m e larga 400 m nella parte meridionale. Su essa è presente un punto di triangolazione geodetica.[1] (69°07′19″N 36°04′50″E)
- Isola Žiloj (остров Жилой), all'angolo sudest del gruppo, è un'isola di forma ovale, lunga 430 m e larga 280 m. Al centro si trova un piccolo lago. (69°07′16″N 36°05′51″E)
- Isola Krečetov (остров Кречетов), si trova 200 m a nordest di Nemeckij. Ha una forma ovale, con una piccola insenatura a nordest; misura 340 m di lunghezza e 230 m di larghezza. La sua altezza massima è di 34,4 m s.l.m. e su essa si trova un punto di triangolazione geodetica.[1] (69°07′34″N 36°05′25.5″E)
- Isola Bezymjannyj (остров Безымянный), nella parte nordovest del gruppo, 190 m a nord di Nemeckij. È un'isoletta di forma romboidale, con una lunghezza di circa 250 m e una larghezza di 185 m. (69°07′41″N 36°05′00.8″E)
- Isola Uveč'ja (остров Увечья), è un isolotto allungato, 40 m a sudest di Bezymjannyj. Misura 80 m di lunghezza e appena 30 m di larghezza nella parte settentrionale. (69°07′36.25″N 36°05′05.15″E)
- Isola Suchoj (остров Сухой), si trova al centro del gruppo, 120 m a est di Nemeckij. È un'isola stretta e sinuosa, lunga circa 450 m e larga 200 m al centro. Ai lati dell'estremità settentrionale, uno a est e l'altro a ovest, si trovano due isolotti senza nome. (69°07′22″N 36°05′33″E)
- Scogli Tri Brata (камни Три Брата), sono tre scogli posti 50 m a nordest di Žiloj. Il maggiore è quello centrale con i suoi 60 m di lunghezza e i 30 m di larghezza. (69°07′24.5″N 36°06′06.2″E)

### Isole adiacenti
Oltre ad alcuni isolotti senza nome lungo la costa orientale della baia Zeleneckaja, nelle vicinanze delle Zeleneckie si trovano:
- Isole Gavrilovskie (острова Гавриловские), 3,5 km a ovest, sono un gruppo di una quindicina di isole che raggiungono un'altezza massima di 53,4 m s.l.m.[6] (69°09′35″N 35°57′15″E)
- Isola Jagodnyj (остров Ягодный), 950 m a est, è un isolotto ovale lungo 250 m e largo 150 m. La sua altezza massima è di 18,8 m s.l.m. (68°03′05.8″N 39°38′51.35″E)
- Isole Šel'pinskie (острова Шельпинские), 3,2 km a est, sono un gruppo di una ventina tra isolotti e scogli, nel golfo Šel'pinskaja (губа Шельпинская). Raggiungono un'altezza massima di 19,9 m s.l.m. sull'isola maggiore (Mogil'nyj). (69°06′40″N 36°11′50″E)